# لورا كايوويت
لورا كايوويت (بالإنجليزية: Laura Cayouette)‏ مواليد 11 يوليو 1964 في ماريلاند، مقاطعة برينس جورج، الولايات المتحدة، هي ممثلة أمريكية بدأت مسيرتها الفنية عام 1995.

## الأعمال
- الفانوس الأخضر
- ابراهام لنكولن: صياد مصاص الدماء
- جانغو الحر
- الآن أنت تراني
- الغضب 7
- فريندز
- حكم عرفي
- محقق فذ

## وصلات خارجية
- لورا كايوويت على موقع IMDb (الإنجليزية)
- لورا كايوويت على موقع قاعدة بيانات الأفلام العربية
- لورا كايوويت على موقع ألو سيني (الفرنسية)
- لورا كايوويت على موقع أول موفي (الإنجليزية)
- لورا كايوويت على موقع قاعدة بيانات الأفلام السويدية (السويدية)
- لورا كايوويت على موقع قاعدة بيانات الفيلم (الإنجليزية)
- لورا كايوويت على موقع كينوبويسك (الروسية)